# ديف أنتوني (مقدم برامج إذاعية)
ديف أنتوني (بالإنجليزية: Dave Cash)‏ هو مقدم برامج إذاعية بريطاني، ولد في 18 يوليو 1942 في بوشي ‏ في المملكة المتحدة، وتوفي في 21 أكتوبر 2016.

## وصلات خارجية
- الموقع الرسمي
- ديف أنتوني على موقع IMDb (الإنجليزية)
- ديف أنتوني على موقع ميوزك برينز (الإنجليزية)